# Cantó de Tours-Sud
El cantó de Tours-Sud és un cantó francès del departament de l'Indre i Loira, situat al districte de Tours. Compta amb part del municipi de Tours.

## Municipis
Comprèn la part del municipi de Tours delimitada per:
- al nord per la rue Roger Salengro, l'avinguda de Grammont, la rue Parmentier, la rue Blaise Pascal, la rue de Nantes, la plaça del Général Leclerc
- a l'est per la rue Édouard Vaillant
- al sud per l'avinguda del Général de Gaulle, l'avinguda de Grammont, el bulevard Winston Churchill
- a l'oest per la rue Auguste Chevallier, la rue Stéphane Pitard, el bulevard Marchant-Duplessis, el bulevard Thiers, la rue Auguste Chevallier, la rue de Boisdenier i la rue Giraudeau

## Història
| Data d'elecció                           | Identitat              | Partit                     | Qualitat |
| ---------------------------------------- | ---------------------- | -------------------------- | -------- |
| 1945-1949                                | Jean Meunier           | SFIO                       |          |
| 1949-1956                                | Joseph-Marie Leccia    | RPF, després RS            |          |
| 1956-1961                                | Pierre Lepage          | MRP, després UNR           |          |
| 1961-1981                                | Jean Chassagne         | Divers droite              |          |
| 1981-2004                                | Michel Trochu          | Divers droite, després RPR |          |
| 2004-                                    | Claude-Pierre Chauveau | PS                         |          |
| les dades anteriors no són pas conegudes |                        |                            |          |
|                                          |                        |                            |          |